# Olmund
Olmund era fill de Vítiza, i germà d'Aquila II que va renunciar als seus drets a la corona a favor del Califa omeia el 714.
Cap al 715 Olmund s'havia establert a la Bètica Occidental on tenia un milè d'hisendes i residia habitualment a Sevilla